# Karin Krebs
Karin Krebs z domu Burneleit (ur. 18 sierpnia 1943 w Gumbinnen) – niemiecka lekkoatletka reprezentująca Niemiecką Republikę Demokratyczną, biegaczka średniodystansowa, mistrzyni Europy z 1971.
Zdobyła złoty medal w biegu na 800 metrów na europejskich igrzyskach halowych w 1968 w Madrycie. Odpadła w półfinale tej konkurencji na igrzyskach olimpijskich w 1968 w Meksyku. Zdobyła brązowy medal w biegu na 800 metrów na letniej uniwersjadzie w 1970 w Turynie.
Zwyciężyła w biegu na 1500 metrów na mistrzostwach Europy w 1971 w Helsinkach. Ustanowiła wówczas rekord świata w biegu finałowym czasem 4:09,62. Był to pierwszy wynik kobiet na tym dystansie poniżej 4 minut i 10 sekund.
Na igrzyskach olimpijskich w 1972 w Monachium Burneleit zajęła 4. miejsce w finale biegu na 1500 metrów. Zdobyła srebrny medal na tym dystansie na  halowych mistrzostwach Europy w 1974 w Göteborgu. Na rozgrywanych w tym samym roku mistrzostwach Europy w Rzymie awansowała do biegu finałowego na 1500 metrów, ale w nim nie wystąpiła.
28 sierpnia 1974 w Poczdamie Krebs ustanowiła najlepszy wynik na świecie w biegu na 1000 metrów rezultatem 2:35,0 (oficjalne rekordy świata nie były jeszcze wówczas uznawane przez IAAF).
Krebs była mistrzynią NRD w biegu na 800 metrów w 1968, wicemistrzynią w 1966 oraz brązową medalistką w 1970. W biegu na 1500 metrów była wicemistrzynią NRD w 1970 i 1972 oraz brązową medalistką w 1974. Zdobyła także srebrny medal w sztafecie 3 × 800 metrów w 1967. Była również halową mistrzynią NRD w biegu na 800 metrów w 1966 i 1968 oraz w biegu na 1500 metrów w 1971 i 1974. Zdobyła także złoty medal mistrzostw NRD w biegu przełajowym w 1968 oraz srebrne medale w 1966 i 1967.
Była rekordzistką NRD w biegu na 800 metrów czasem 2:02,2 (5 września 1970 w Turynie) i czterokrotnie w biegu na 1500 metrów (do wyniku 4:05,78 osiągniętego 7 września 1972 w Monachium).
Rekordy życiowe Krebs:
| Konkurencja         | Data i miejsce             | Wynik  |
| ------------------- | -------------------------- | ------ |
| bieg na 800 metrów  | 7 lipca 1973, Sofia        | 2:00,1 |
| bieg na 1500 metrów | 9 września 1972, Monachium | 4:04,1 |